# Essertes
Essertes is een plaats en voormalige gemeente in het Zwitserse kanton Vaud en maakt sinds 1 januari 2008 deel uit van het district Lavaux-Oron. Voor 2008 maakte de gemeente deel uit van het toenmalige district Oron.
Essertes telt 266 inwoners.
Op 1 januari 2022 ging Essertes in de gemeente Oron.